# N’gola (Biermarke)

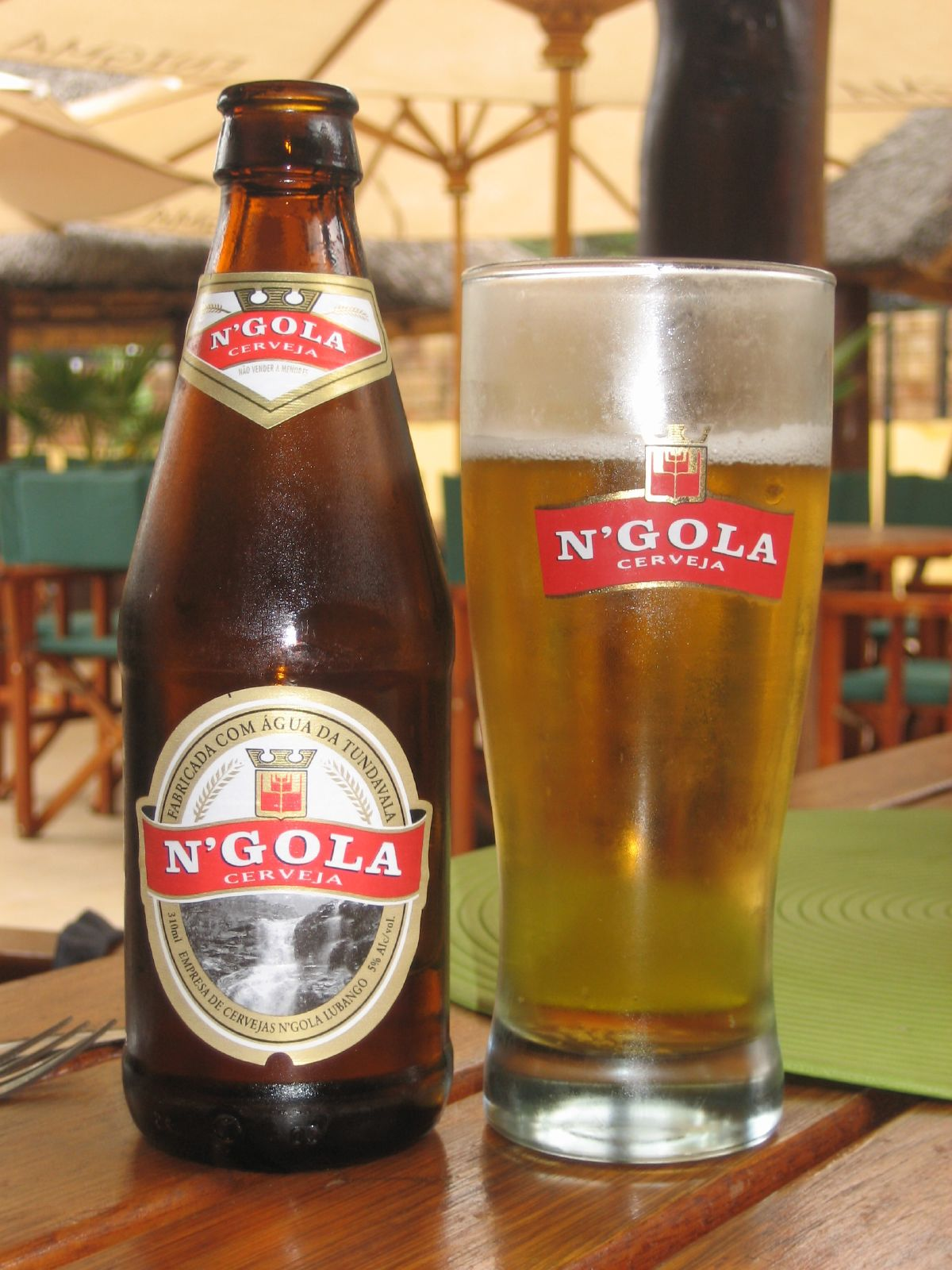
Eine Flasche Ngola-Pils aus Lubango (2006)

N’gola (auch Ngola) ist ein Bier aus Angola. Die Marke hatte 2012 einen Marktanteil von 10 %. N’gola wird seit 1974 von der Brauerei ECN - Empresa Cervejeira N´gola in Lubango gebraut, die seit 2011 zum angolanisch-französischen Braukonzern Cuca BGI gehört.
Das Verbreitungsgebiet des Ngola-Biers ist traditionell der Süden Angolas. Seit der 2010 erfolgten Eröffnung der Brauerei ECNN - Empresa Cervejeira N’gola Norte in Funda im Kreis Cacuaco (bei Luanda) wird Ngola-Bier nun auch im Norden des Landes vertrieben.
Die Ngola-Brauerei weihte 2014 ihre dritte Abfüllanlage ein und erreichte einen Ausstoß von monatlich 1,3 Mio. Hektolitern.

## Geschichte
Die Ngola-Brauerei wurde 1974 in Lubango gegründet, noch unter portugiesischer Kolonialverwaltung.
Nach der Unabhängigkeit Angolas im Jahr 1975 wurden alle bedeutenden Unternehmen verstaatlicht, so auch die Unternehmen des Brauwesens. 1980 erfolgte in dem Zuge die Gründung des staatlichen Bier-Konzerns Empresa Nacional de Cervejas de Angola (ENC), in dem neben der Ngola auch die übrigen Brauereien Angolas zusammengefasst wurden, so der Marktführer Cuca, die EKA und die Nocal.
In den 1990er Jahren beschloss das Industrieministerium Angolas inländische Brauereien für Beteiligungen ausländischer Brauunternehmen teilweise zu öffnen. Im Jahr 2000 kam Ngola so zur SABMiller-Gruppe, während die Cuca-, EKA- und Nocal-Brauereien später durch die französische Castel BGI übernommen  wurden und seither zur Cuca BGI gehörten.
Im Zuge eines Übereinkommens zwischen Cuca BGI und SABMiller im Jahr 2011, mit dem sie Beteiligungen an Unternehmen in verschiedenen afrikanischen Ländern untereinander austauschten, kam auch die Ngola zur Cuca BGI.